# The Rhythm of the Night
The Rhythm of the Night è un singolo del gruppo musicale italiano Corona, pubblicato il 5 novembre 1993 come primo estratto dall'album omonimo.

## Descrizione
Gli autori del testo della canzone sono Francesco Bontempi (produttore discografico conosciuto anche come Lee Marrow), Annerley Gordon e Giorgio Spagna, fratello della più nota Ivana Spagna che pure ha dato il suo contributo artistico al progetto musicale di Electronic Dance Music dal quale Corona ha poi preso il nome in veste di frontwoman. La parte vocale è invece eseguita dall'artista italiana non accreditata Jenny B, poiché Corona all'inizio della sua carriera musicale, pur possedendo buone doti canore, faceva sentire un forte accento brasiliano nell'interpretazione del testo scritto in inglese; il suo ruolo, dunque, all'inizio fu essenzialmente estetico e limitato ad un'esecuzione labiale e coreografica nel video e sul palco. La linea melodica del brano, con esclusione del ritornello, riprende le note della canzone Save Me del duo femminile Say When!. Sono inoltre presenti dei campionamenti provenienti dai brani Scream for Daddy di Ish Ledesma e Playing with Knives dei Bizzarre Inc. Il brano è stato registrato al Pink Studio di Reggio Emilia e mixato da Francesco Alberti al Kristal Studio di Montignoso (MS).

## Video musicale
Il videoclip è stato diretto e girato da Giacomo De Simone a Viareggio.

## Successo commerciale
Con vendite mondiali stimate in 10 milioni di copie, é uno dei brani eurodance più famosi e rappresentativi degli anni novanta, nonché tormentone, che ha raggiunto la prima posizione della classifica dei singoli italiana, rimanendovi per 8 settimane consecutive.
In Italia è stato il singolo più venduto del 1994.

## Cover
Una cover del brano è stata realizzata nel 2008 dagli Ex-Otago.
Il 9 ottobre 2013 il gruppo inglese Bastille ha pubblicato il singolo Of the Night, contenuto nell'album All This Bad Blood, in cui viene effettuato un mashup tra The Rhythm of the Night e Rhythm Is a Dancer degli Snap!, il 12 Ottobre 2019 la canzone è stata campionata per il brano Ritmo (Bad Boys for Life) dei Black Eyed Peas e di J Balvin, incluso nella colonna sonora del film Bad Boys for Life, in seguito il 17 Gennaio 2020 venne pubblicato un remix con Jaden Smith.
Nel 2023 l'esecutrice originale del brano, Jenny B, ha pubblicato una cover contenuta nell'album Rhythm of My Life - Her Greatest Hits.

## Riferimenti e citazioni
La canzone è presente anche in GTA V nella stazione radio Non Stop Pop FM e in Anatomia di uno scandalo, miniserie Netflix. Inoltre nel 2013 è stata usata come colonna sonora della pubblicità dei vent'anni della serie Fiat Punto.

## Tracce

### Versione originale
CD-Single
1. The Rhythm of the Night (Radio Edit) – 4:24
2. The Rhythm of the Night (Club Mix) – 5:31

7"-Single
1. The Rhythm of the Night (Rapino Brothers Radio Version)
2. The Rhythm of the Night (Original Italian Club Mix)

12"-Maxi - Italy, Spain, Germany
1. The Rhythm of the Night (Club Mix) – 5:31
2. The Rhythm of the Night (Radio Edit) – 4:20
3. The Rhythm of the Night (RBX E.U.R.O. Mix) – 5:05
4. The Rhythm of the Night (Extended 2# Groove Mix) – 5:30
5. The Rhythm of the Night (Acapella) – 5:25

12"-Maxi - UK
1. The Rhythm of the Night (Luvdup Burning Bush Vocal Mix) – 7:59
2. The Rhythm of the Night (Luvdup Tequila On A Spoon Mix) – 5:57
3. The Rhythm of the Night (Rapino Brothers Let's Get Fizzical Piano Mix) – 5:06
4. The Rhythm of the Night (Lee Marrow Remix) – 6:24

12"-Maxi - US
1. Rhythm of the Night (R.B.X. Euro Mix) – 5:05
2. Rhythm of the Night (Rapino Brothers "Let's Get Fizzical" Piano Mix) – 5:06
3. Rhythm of the Night (Lee Marrow Remix) – 6:24
4. Rhythm of the Night (Luvdup "Burning Bush" Vocal Mix) – 7:59
5. Rhythm of the Night (New Extended Remix) – 7:34

CD-Maxi - Germany
1. The Rhythm of the Night (Radio Edit) – 4:20
2. The Rhythm of the Night (Club Mix) – 5:31
3. The Rhythm of the Night (RBX EURO Mix) – 5:05
4. The Rhythm of the Night (Ext.2 Groove Mix) – 5:30
5. The Rhythm of the Night (Acappella) – 5:31

CD-Maxi - US
1. The Rhythm of the Night (Rapino Brothers "Let's Get Fizzical" Piano Mix) – 5:06
2. The Rhythm of the Night (Luvdup "Burning Bush" Vocal Mix) – 7:59
3. The Rhythm of the Night (R.B.X. Euro Mix) – 5:05
4. The Rhythm of the Night (Lee Marrow Remix) – 6:24
5. The Rhythm of the Night (Space Remix) – 6:29

CD-Maxi - UK
1. The Rhythm of the Night (Rapino Brothers Radio Version) – 3:33
2. The Rhythm of the Night (Luvdup 'Burning Bush' Vocal Mix) – 7:59
3. The Rhythm of the Night (Rapino Brothers 'Lets Get Fizzical' Piano Mix) – 5:06
4. The Rhythm of the Night (Lee Marrow Remix) – 6:24
5. The Rhythm of the Night (Extended Italian Remix) – 5:59
6. The Rhythm of the Night (Luvdup 'Tequila On A Spoon' Dub) – 5:57
7. The Rhythm of the Night (R.B.X. Euro Mix) – 4:50

CD-Maxi - Italy, Canada
1. The Rhythm of the Night (Radio Edit) – 4:20
2. The Rhythm of the Night (Club Mix) – 5:31
3. The Rhythm of the Night (Space Remix) – 6:29
4. The Rhythm of the Night (Lee Marrow Remix) – 6:30
5. The Rhythm of the Night (Mephisto Remix) – 4:41
6. The Rhythm of the Night (New Extended Remix) – 7:34
7. The Rhythm of the Night (R.B. X. Euro Mix) – 5:05

CD-Maxi - France
1. The Rhythm of the Night (Radio Edit) – 4:24
2. The Rhythm of the Night (Club Mix) – 5:31
3. The Rhythm of the Night (RBX E.U.R.O. Mix) – 5:08
4. The Rhythm of the Night (Extended 2° Groove Mix) – 5:34

CD-Maxi - Australia
1. The Rhythm of the Night (Radio Edit) – 4:24
2. The Rhythm of the Night (Space Remix) – 6:30
3. The Rhythm of the Night (Lee Marrow Remix) – 6:32
4. The Rhythm of the Night (New Extended Remix) – 7:30

### Versioni remix
12"-Maxi 1 - Italy
1. The Rhythm of the Night (Space Remix) – 6:29
2. The Rhythm of the Night (Space Remix) – 6:29
3. The Rhythm of the Night (New Extended Remix) – 7:34
4. The Rhythm of the Night (Club Groove Extended Remix) – 6:56

12"-Maxi 2 - Italy, Spain
1. The Rhythm of the Night (Lee Marrow Remix) – 6:30
2. The Rhythm of the Night (Lee Marrow Airplay Edit) – 4:22
3. The Rhythm of the Night (Mephisto Remix) – 4:41
4. The Rhythm of the Night (R.B.X. Mix) – 5:05

12"-Maxi - UK Remixes - Italy
1. The Rhythm of the Night (Extended Mix / Rapino Bros) – 5:09
2. The Rhythm of the Night (7" Single Mix) – 3:33
3. The Rhythm of the Night (Burning Bush Vocal Mix) – 8:02
4. The Rhythm of the Night (Dub Mix Tequila With A Spoon) – 5:58
5. The Rhythm of the Night (Original Version) – 5:31

12"-Maxi - Spain
1. The Rhythm of the Night (Space Rmx Featuring ICE MC) – 6:29
2. The Rhythm of the Night (Space Rmx) – 6:29
3. The Rhythm of the Night (New Extended Remix) – 7:34
4. The Rhythm of the Night (Club Groove Rmx) – 6:50

12"-Maxi - Germany
1. The Rhythm of the Night (Space RMX) – 6:29
2. The Rhythm of the Night (Red Light Remix) – 7:34
3. The Rhythm of the Night (Club Groove Extended Mix) – 5:56
4. The Rhythm of the Night (Lee Marrow RMX) – 6:30

12"-Maxi 1 - Canada
1. The Rhythm of the Night (Club Mix) – 5:30
2. The Rhythm of the Night (R.B.X. Euro Mix) – 5:05
3. Take Control (Club Dance Mix) – 5:56 – by DJ Bobo
4. Move Your Feet (Dance Mix) – 3:45 – by DJ Bobo

12"-Maxi 2 - Canada
1. Think About the Way (Extended Mix) – 7:08 – by Ice MC
2. Think About the Way (Radio Mix) – 4:16 – by Ice MC
3. The Rhythm of the Night (Lee Marrow Remix) – 6:30
4. The Rhythm of the Night (Mark Roberts Rampage! Remix) – 7:09

CD-Maxi - Germany
1. The Rhythm of the Night (Space Rmx Feat. Ice MC) – 6:29
2. The Rhythm of the Night (Red Light Rmx) – 7:34
3. The Rhythm of the Night (Club Groove Extended Rmx) – 5:56
4. The Rhythm of the Night (Lee Marrow Rmx) – 6:30
5. The Rhythm of the Night (Mephisto Rmx) – 4:41
6. The Rhythm of the Night (R.B.X. Euro Mix) – 5:05
7. The Rhythm of the Night (Original Single Mix) – 4:20

CD-Maxi - Original Italian Mixes - UK
1. The Rhythm of the Night (Original Radio Version - UK Edit) – 4:08
2. The Rhythm of the Night (R.B.X. Euro Mix) – 5:05
3. The Rhythm of the Night (New Extended Remix) – 7:34
4. The Rhythm of the Night (Space Remix) – 6:29

CD-Maxi - France
1. The Rhythm of the Night (Lee Marrow Airplay Edit) – 4:22
2. The Rhythm of the Night (Lee Marrow Remix) – 6:30
3. The Rhythm of the Night (Mephisto Remix) – 4:41
4. The Rhythm of the Night (RBX E.U.R.O. Mix) – 5:05

CD-Maxi - UK Remixes - Germany
1. The Rhythm of the Night (7" Single Version) – 3:33
2. The Rhythm of the Night (Extended Mix / Rapino Bros) – 5:09
3. The Rhythm of the Night (Burning Bush Vocal Mix) – 8:02
4. The Rhythm of the Night (Dub Mix Tequila With A Spoon) – 5:58
5. The Rhythm of the Night (Original Version) – 5:31

## Classifiche
| Classifica (1994) | Posizione raggiunta |
| ----------------- | ------------------- |
| Italia            | 1                   |
| Regno Unito       | 2                   |
| Francia           | 1                   |
| Irlanda           | 3                   |
| Svizzera          | 2                   |
| Paesi Bassi       | 1                   |
| Austria           | 2                   |
| Germania          | 4                   |
| Nuova Zelanda     | 2                   |
| Australia         | 1                   |
| Svezia            | 2                   |

| Classifica di fine anno (1994) | Posizione |
| ------------------------------ | --------- |
| Italia                         | 1         |